# Harsewinkel
Harsewinkel är en stad i Kreis Gütersloh i Regierungsbezirk Detmold i förbundslandet Nordrhein-Westfalen i Tyskland.
Staden är belägen vid floden Ems. I Harsewinkel grundades företaget Claas som tillverkar jordbruksmaskiner och på orten finns både huvudkontor och en större produktionsanläggning.

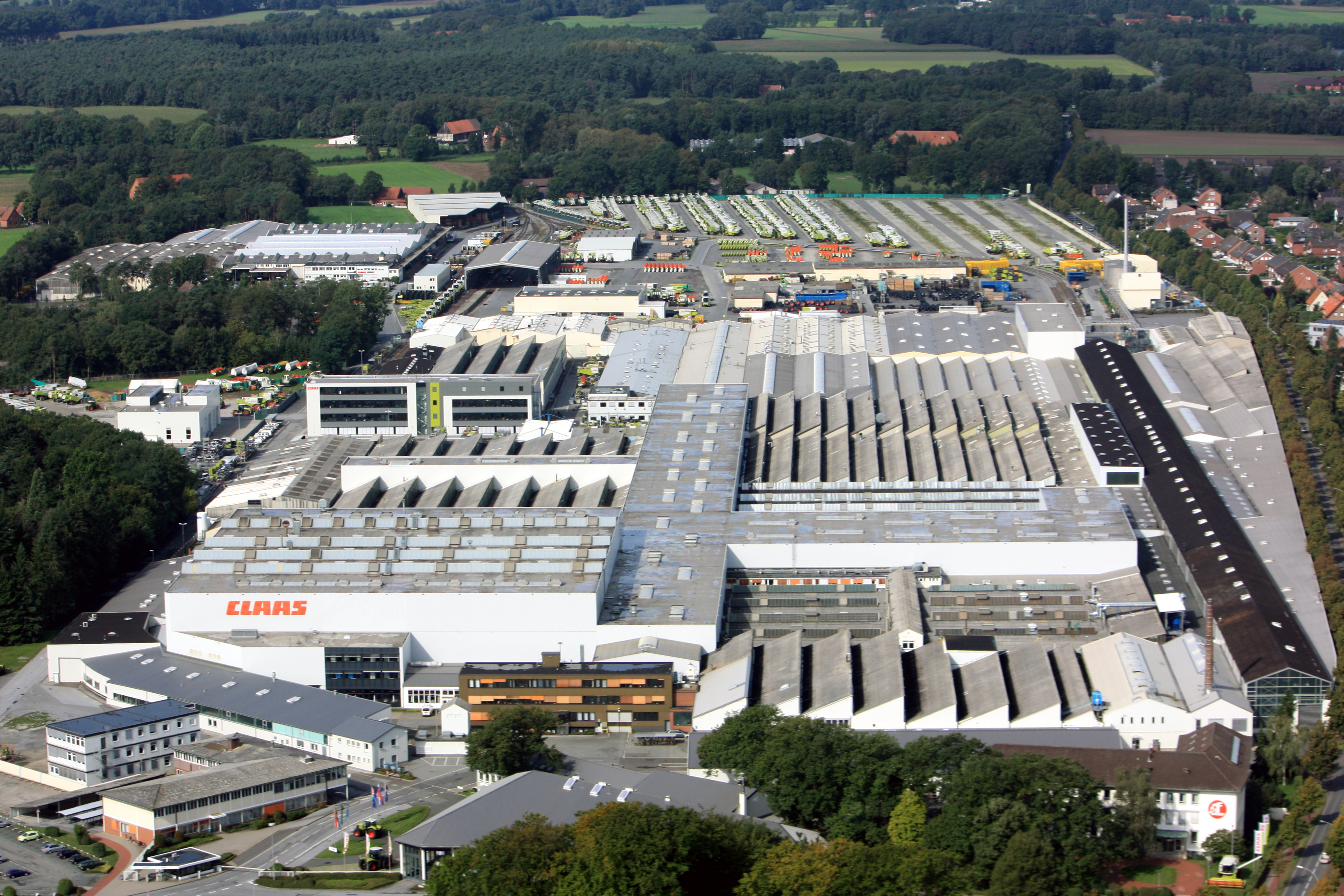
Claas produktionsanläggningen i Harsewinkel.